# Comuna Ladînka, Cernihiv
Ladînka (în ucraineană Ладинка) este o comună în raionul Cernihiv, regiunea Cernihiv, Ucraina, formată din satele Druțke și Ladînka (reședința).

## Demografie
Componența lingvistică a comunei Ladînka
     Ucraineană (95,55%)
     Rusă (4,08%)
     Alte limbi (0,37%)
Conform recensământului din 2001, majoritatea populației comunei Ladînka era vorbitoare de ucraineană (95,55%), existând în minoritate și vorbitori de rusă (4,08%).